# Matsudaira Mitsumichi

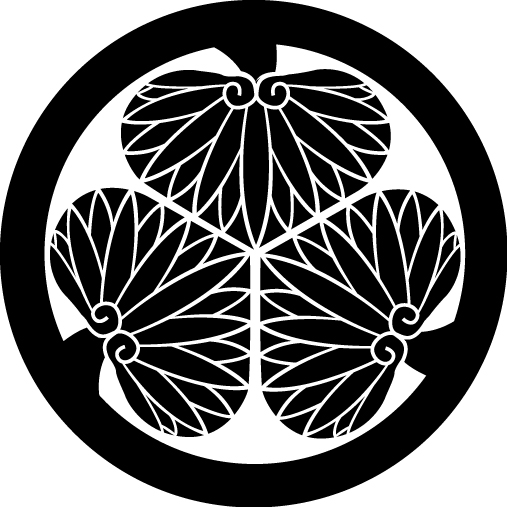
Emblème (mon) du clan Matsudaira.

Matsudaira Mitsumichi est un nom japonais traditionnel ; le nom de famille (ou le nom d'école), Matsudaira, précède donc le prénom (ou le nom d'artiste).
Matsudaira Mitsumichi (松平 光通, 10 juin 1636-29 avril 1674) est un daimyo de l'époque d'Edo, à la tête du domaine de Fukui dans la province d'Echizen.

## Biographie
Né Matsudaira Manchiyomaru le 10 juin 1636, Mitsumichi est le deuxième fils de Matsudaira Tadamasa. Au décès de Tademasa en 1645, il devient chef du clan et daimyo du domaine de son père.
Il prend le nom de Mitsumichi. À cette époque, 50 000 koku de terres sont donnés à son demi-frère aîné Masakatsu (nom d'enfance : Senkiku) pour former le domaine de Matsuoka, et 25 000 à son jeune demi-frère, Masachika (nom d'enfance : Tatsunosuke) pour former le domaine de Yoshie. Pendant un certain temps, en raison du jeune âge de Mitsumichi, les affaires domaniales sont supervisées par d'importants vassaux tels que Honda Tomimasa, qui sert le clan depuis les jours de Hideyasu. Cependant, comme ces hommes sont tous très âgés, ils meurent les uns après les autres et Mitsumichi commence bientôt une politique de surveillance personnelle du gouvernement du domaine. Mitsumuchi est renommé comme un seigneur sage et adopte de nombreux codes juridiques qui permettent d'améliorer la fondation de son domaine et de son économie. Il est également réputé comme promoteur du confucianisme et des arts.
En 1658, Mitsumichi construit le Daianzen-ji comme temple mémorial familial pour le clan Matsudaira, seigneurs héréditaires d'Echizen.
En 1661, le domaine de Fukui est le premier han à émettre du hansatsu (monnaie papier de domaine).

## Source de la traduction
- (en) Cet article est partiellement ou en totalité issu de l’article de Wikipédia en anglais intitulé « Matsudaira Mitsumichi » (voir la liste des auteurs).